# Rimac Automobili
La Rimac Automobili è una casa automobilistica croata che sviluppa e produce automobili elettriche ad alte prestazioni, sistemi di trasmissione e batterie, con sede a Sveta Nedelja. L'azienda è stata fondata nel 2009 da Mate Rimac con l'idea di costruire l'auto sportiva del XXI secolo. Il primo veicolo di Rimac Automobili, la Concept One, si è imposto come l'auto elettrica di produzione più veloce del mondo. Oltre vendere auto ad alte prestazioni, la società sviluppa e produce componenti o interi veicoli per altre aziende: nel 2012 infatti collaborò alla realizzazione del prototipo Applus+ IDIADA Volar-E. Nel 2018, al salone dell'automobile di Ginevra, ha presentato un secondo modello di supercar elettrica, chiamata C Two.

## Storia
Le basi della società risalgono al 2007 nell'autorimessa del fondatore Rimac, giovane inventore croato con la passione delle auto da corsa, il quale, lavorando per conto suo, riuscì a sostituire il motore fuso della sua BMW Serie 3 E30 con un propulsore elettrico. A lui si unirono successivamente Igor Pongrac, un ingegnere che costruiva droni per l'esercito croato, e Adriano Mudri, un designer che lavorava alla General Motors.
Rimac Automobili è stata fondata nel 2009 a Sveta Nedelja, vicino a Zagabria in Croazia. Una parte significativa dei primi finanziamenti proveniva da investitori informali e dalla vendita di brevetti. Le performance del primo prototipo hanno attirato l'attenzione della stampa e degli investitori già nel 2014.
Nel 2010 l'e-M3 di Mate Rimac, divenuta un vero e proprio muletto di prova di Rimac Automobili, è la prima auto elettrica a vincere contro le concorrenti a motore termico nelle gare ufficiali della stessa categoria.
Dopo soli due anni dalla fondazione, la società ha sviluppato il primo prototipo di supercar elettrica ad alte prestazioni, la Rimac Concept One, presentata al Salone di Francoforte 2011. Nello stesso anno, Mate Rimac ha battuto cinque FIA e Guinness World Record proseguendo nello sviluppo della M3 elettrica.
Nell'anno del suo quinto anniversario, Rimac Automobili chiuse una serie di accordi ed investimenti che permisero all'azienda di espandersi superando quota 100 impiegati. Il primo ad investire seriamente nel progetto è stato il tycoon colombiano Frank Kanayet Yepes, che nel febbraio del 2014, in occasione del compleanno di Mate Rimac, acquisì il 3% delle azioni della società, quota poi raddoppiata nel corso dello stesso anno. Il suo ingresso nell'azienda aprì nuove opportunità, in particolare diede il via ad una collaborazione con la FIA Formula E, grazie alla quale la Concept One divenne l’auto ufficiale della direzione gara. Il secondo investitore ad acquisire una quota di minoranza è stato Tek Cheung Yam attraverso la sua società Integrated Asset Management Asia Limited. Il principale investitore fu invece China Dynamics, una società attiva nel settore dei veicoli elettrici in Cina, che acquisì il 10% delle azioni sulla base di una valutazione di 70 milioni di euro.
In questo periodo, la maggior parte del business dell’azienda riguarda la fornitura di parti elettriche, dalle batterie ai gruppi motopropulsori, ai produttori di auto ad alte prestazioni, come Aston Martin, Jaguar e Pininfarina.
Nel 2016 la Rimac Concept One entrò in produzione in serie, ne sono stati realizzati otto esemplari venduti a 1,2 milioni di euro l’uno. Al Salone di Ginevra 2017 l'azienda ha annunciato l'istituzione di concessionari ufficiali del proprio marchio in Europa, Nord America e nel Medio Oriente. Nell'ottobre 2017 il gruppo cinese Camel Group, principale produttore di batterie per autovetture e utilizzi speciali, confermò un investimento di oltre 30 milioni di euro nella società.

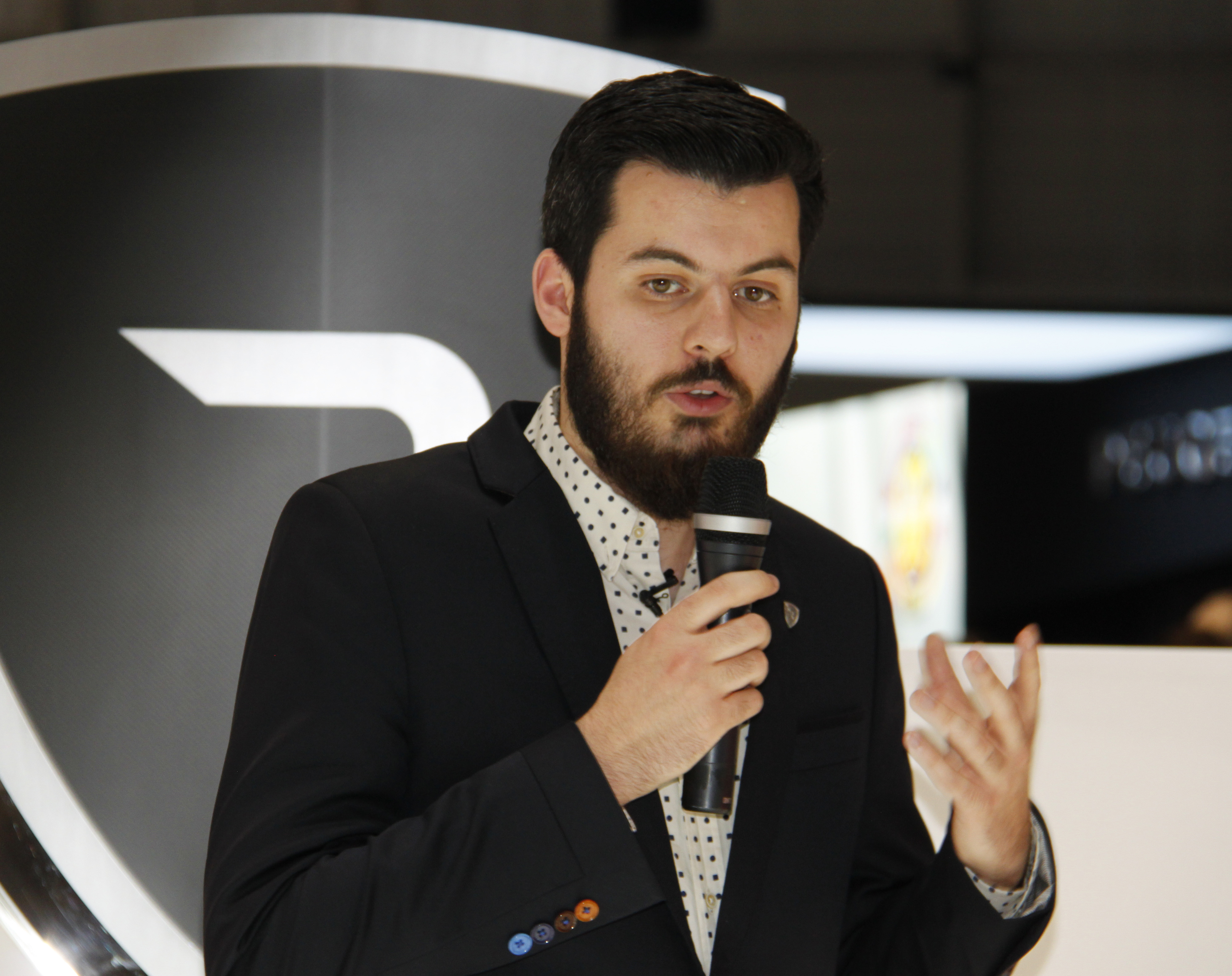
Mate Rimac al Salone dell'automobile di Ginevra 2017

Al Salone dell'automobile di Ginevra 2018 è stata svelata in anteprima mondiale la seconda generazione di hypercar elettrica Rimac, la C Two. Nel corso dello stesso anno Porsche Engineering Group ha investito 18,7 milioni di euro, acquisendo una quota del 10% di Rimac allo scopo di avviare una partnership di sviluppo nell'ambito del processo di elettrificazione delle auto del gruppo Volkswagen.
Nel Maggio 2019 l'annuncio di un'alleanza industriale strategica, che impegnò un investimento di Hyundai Motor Group per 80 milioni di euro, 64 da parte di Hyundai e 16 da parte di Kia, per la costruzione di veicoli ad alte prestazioni.
Nel luglio 2021 questa impresa rilevò la fabbrica che produce autovetture marchiate Bugatti tramite una joint venture con Porsche: la nuova società è denominata Bugatti Rimac.

## Modelli

### E-M3
Nel 2011 il prototipo della BMW M3 E30 elettrica di Mate Rimac, chiamato "mostro verde" dai progettisti dell’azienda, con un’accelerazione da 0 a 100 km/h dichiarata di 3,3 secondi, guadagnò il titolo di veicolo elettrico con la migliore accelerazione in categoria A, gruppo VIII (veicoli elettrici), classe 3 (massa oltre i 1000 kg).
Record stabiliti il 17 aprile 2011:
- 1/8 di miglio: 7,549 s
- 1/4 di miglio: 11,808 s
- 1/2 km: 13,714 s*
- 1 km: 23,260 s*
- 1 miglio: 35,347 s*

*in attesa di approvazione ufficiale FIA.
Il "mostro verde" genera una potenza di 593 cavalli (442 kW), 900 Nm di coppia ed è in grado di raggiungere una velocità massima di 280 km/h. La BMW originale ha attraversato cinque fasi di sviluppo e, secondo Rimac, "è diventata sempre più veloce, leggera e affidabile". A quel punto si decise di costruire un nuovo modello da zero.

### Concept One
Al momento del lancio era l'auto sportiva elettrica con le migliori prestazioni sul mercato.

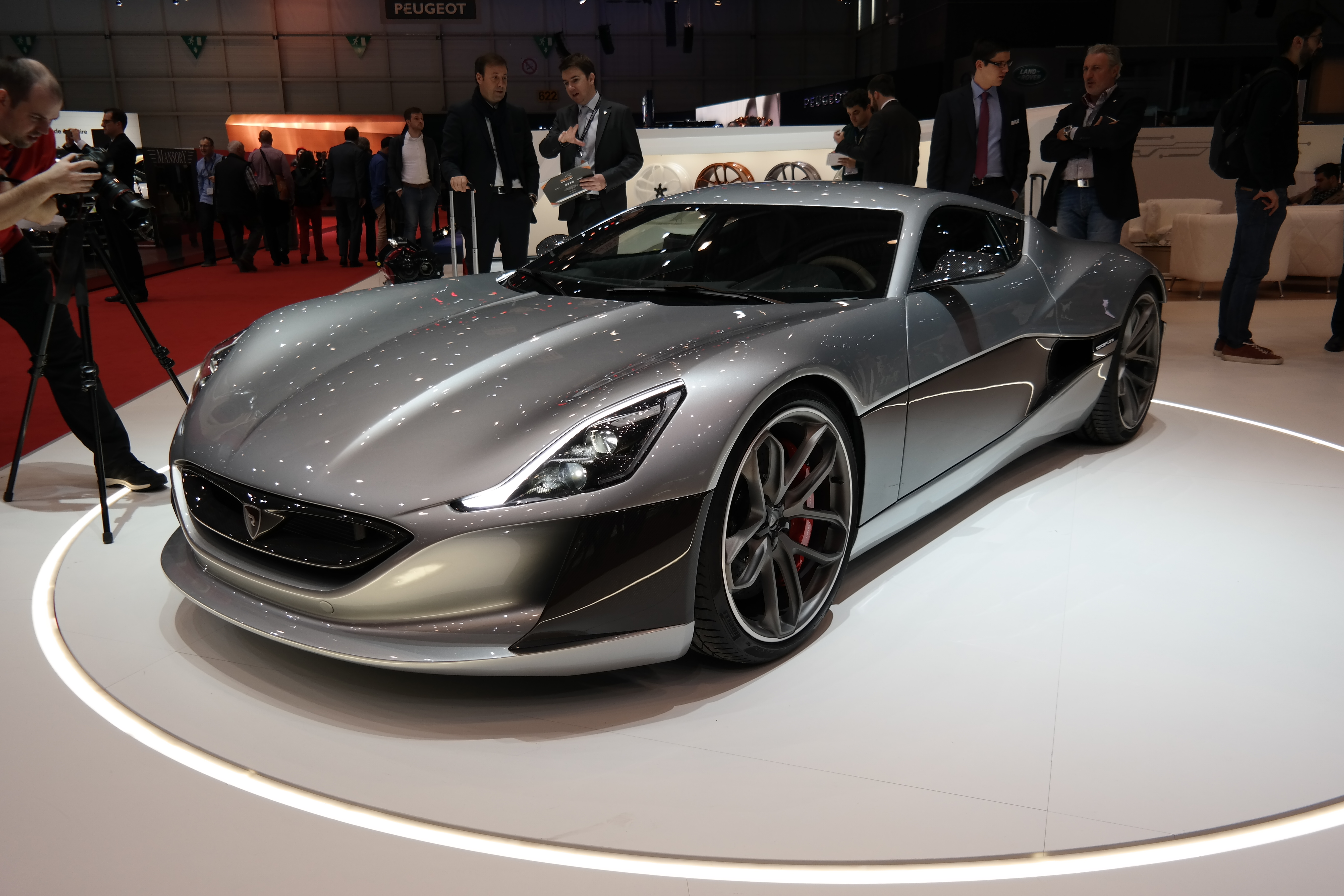
Rimac Concept One al Salone dell'automobile di Ginevra 2016

Con una massa di 1900 kg, accelera da 0 a 100 km/h in 2,5 secondi, da 0 a 200 km/h in 6 secondi e da 0 a 300 km/h in 14 secondi. La sua velocità massima, limitata elettronicamente per non compromettere l'autonomia, è di 354 km/h. La power unit composta da quattro motori elettrici fornisce un totale di 1227 cavalli e 1600 Nm di coppia da 0 a 6500 giri/min. Le batterie agli ioni di litio garantiscono un'autonomia dichiarata di 600 km e sono completamente cariche in 30 minuti con un adattatore da 120 kW.
La produzione delle 8 unità di serie è iniziata nel 2016.

#### Concept S

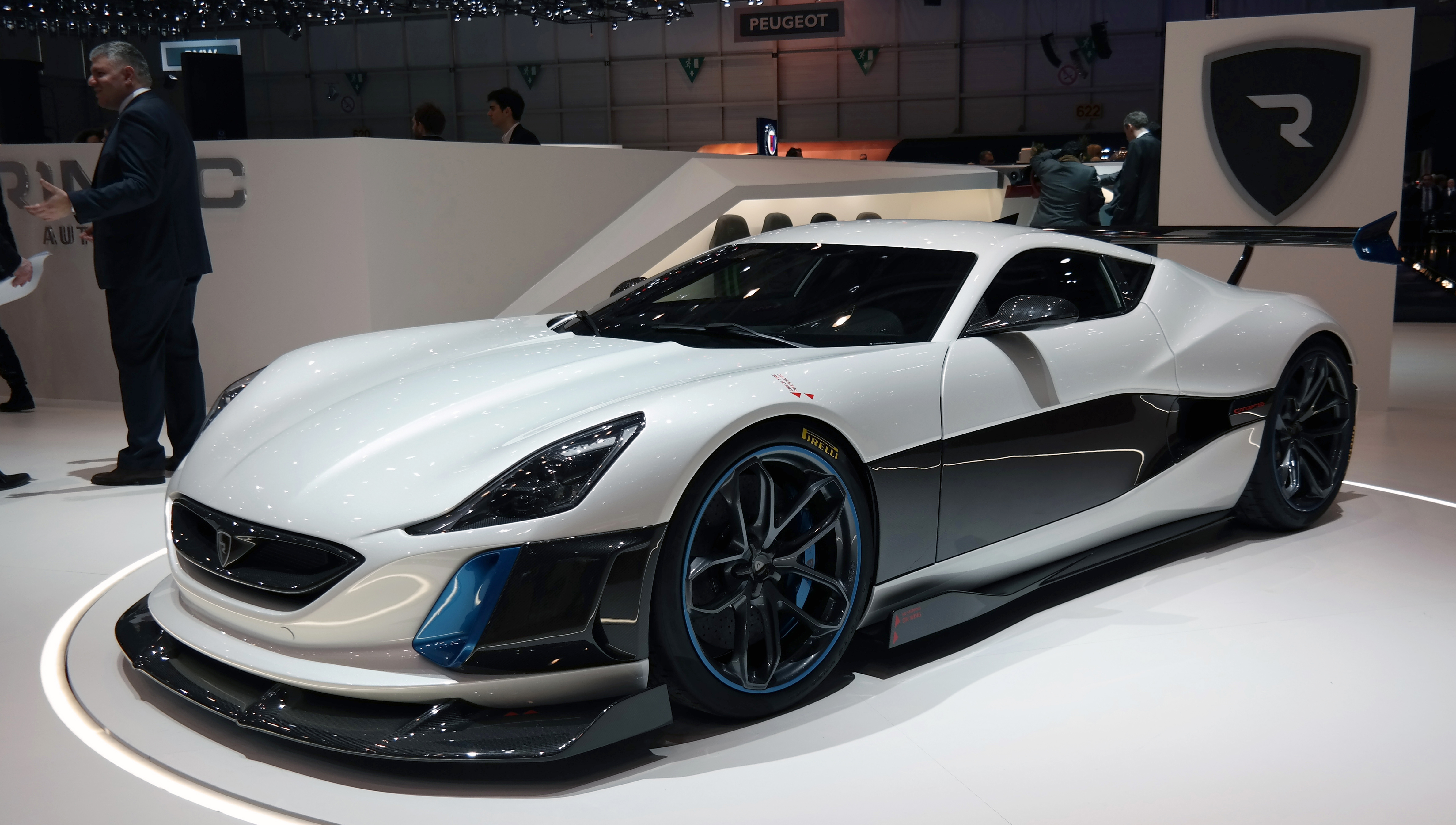
Rimac Concept S al Salone dell'automobile di Ginevra 2016

È una vettura derivata dalla Concept One, presentata nel 2016 al salone di Ginevra e concepita per un utilizzo in pista: è più leggera, potente e aerodinamica. Con una massa di 1800 kg, accelera da 0 a 100 km/h in 2,5 secondi e da 0 a 300 km/h in 13,1 secondi. La sua velocità massima, limitata elettronicamente per non compromettere l'autonomia, è di 365 km/h. I quattro motori elettrici sprigionano un totale di 1384 cavalli e 1800 Nm di coppia da 0 a 6500 giri/min. L'energia è fornita da un pacco batterie da 82 kWh. Adotta un kit aerodinamico con appendici fisse che aumenta del 34% la downforce rispetto alla Concept One. Ad oggi ne sono stati prodotti e venduti solamente due esemplari.

### E-Runner Concept One
È l'auto da corsa elettrica, sviluppata da Rimac Automobili in collaborazione con la giapponese Monster Sport e il Team APEV, guidata dal pilota Nobuhiro Tajima alla Pikes Peak International Hill Climb del 2015 e del 2016. L'E-Runner Concept One accelera da 0 a 100 km/h in 2,2 secondi e da 0 a 200 km/h in 5,4 secondi. La sua velocità massima è limitata elettronicamente a 270 km/h.

### Nevera
La Nevera (inizialmente presentata come Concept Two e stilizzata come C_Two), diretta erede della Concept One, è stata presentata al salone dell'automobile di Ginevra nel marzo del 2018. Il veicolo presenta un design completamente nuovo, dotato di porte ad apertura a farfalla e di vari aggiornamenti alle prestazioni.

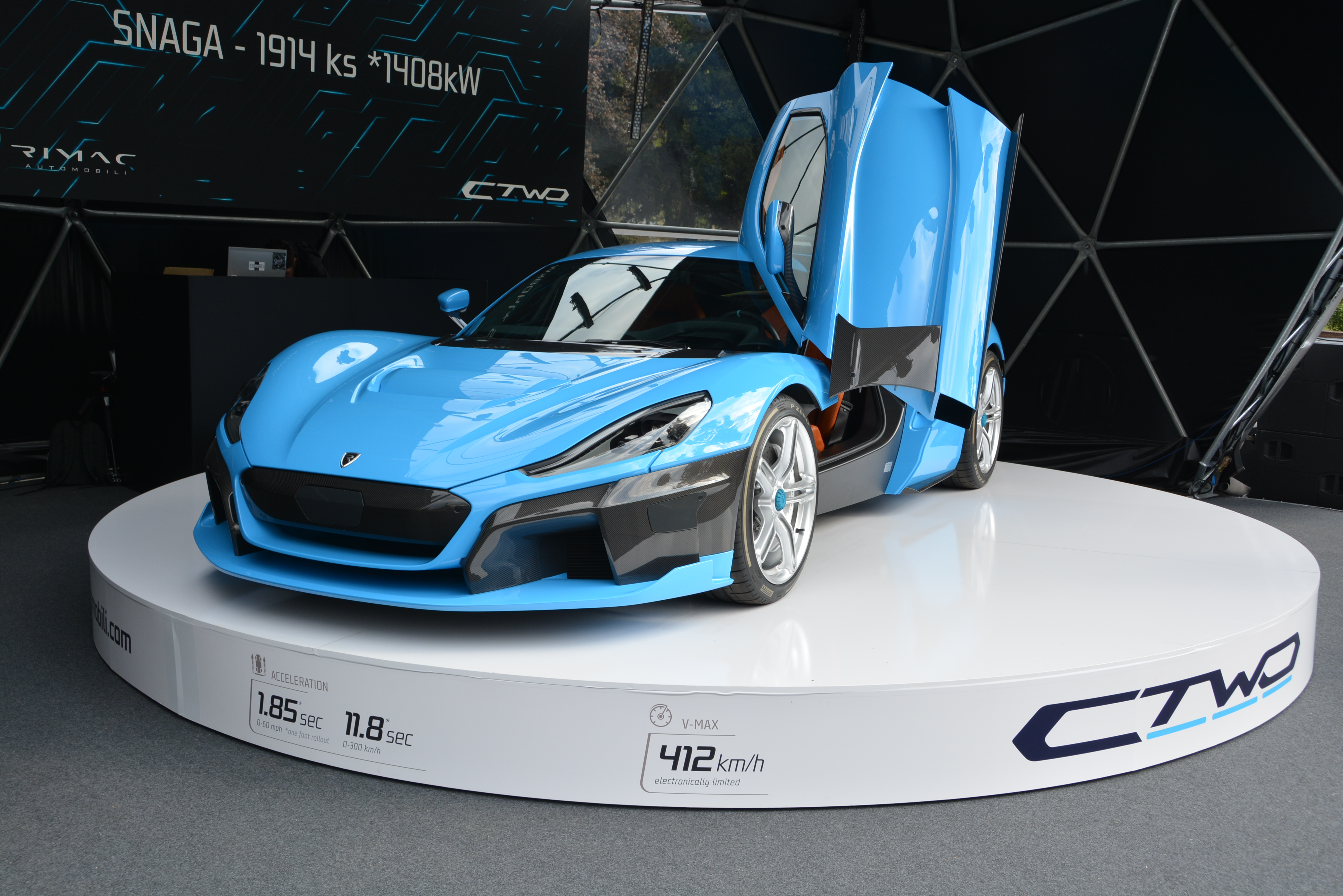
Presentazione della Rimac C Two a Zagabria nel settembre 2018

I quattro motori elettrici aggiornati erogano complessivamente 1427 kW e una coppia massima di 2360 Nm. La carrozzeria in fibra di carbonio contribuisce a contenere il peso complessivo a 2150 kg, includendo i voluminosi pacchi batteria. Secondo la casa costruttrice, la Nevera è in grado di accelerare da 0 a 100 km/h in 1,85 secondi e di raggiungere una velocità massima di 415 km/h. 

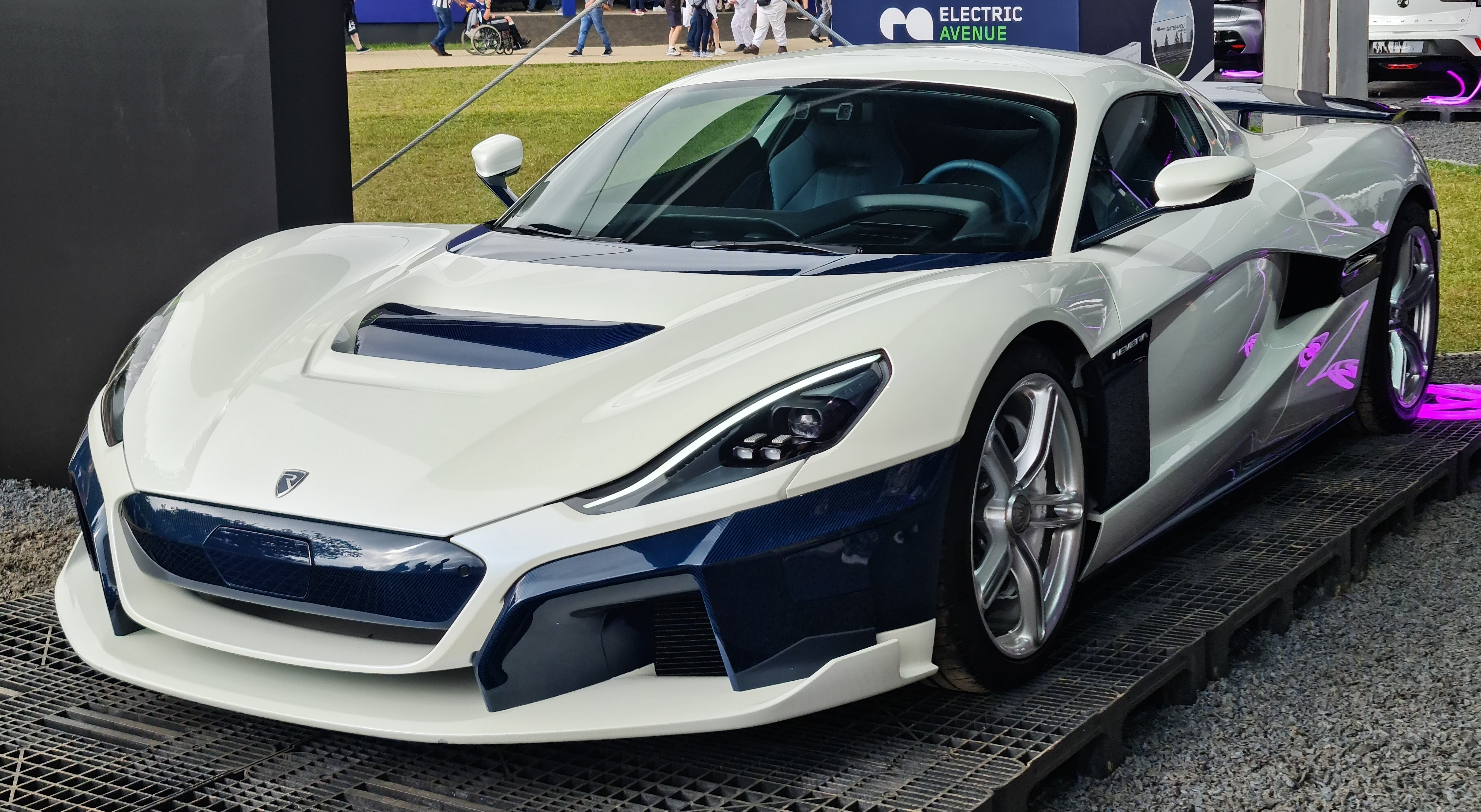
Rimac Nevera al Goodwood Festival of Speed del 2021

Il veicolo è dotato di un sistema di ripartizione della coppia completamente indipendente (R-AWTV) per migliorare la maneggevolezza, oltre a numerose soluzioni tecnologiche avanzate, tra cui un sistema di riconoscimento facciale in grado di sbloccare l’accensione esclusivamente per il proprietario e di regolare le impostazioni del veicolo in base all’umore del conducente. La Nevera dispone di una modalità ad alta velocità denominata drift mode, supportata da un sistema di controllo intelligente della trazione per mantenere la stabilità del mezzo. Secondo Mate Rimac, il veicolo sarà dotato di capacità di guida autonoma di livello 4 e sarà equipaggiato con otto telecamere, un sensore LIDAR, sei radar e dodici sensori a ultrasuoni. La produzione sarà limitata a 150 esemplari. 
La Rimac ha presentato la Nevera California Edition nell’agosto 2018 al concorso d'eleganza di Pebble Beach. Questa versione speciale si distingue per una tinta unica di blu, un nuovo design dei cerchi e viene fornita con sei litri di champagne e due calici riposti nel vano bagagli. 

## Collaborazioni
Tra gli altri progetti, Rimac ha sviluppato e prodotto il sistema di batterie per la hypercar ibrida nata dalla collaborazione di Aston Martin con Red Bull Racing, la Valkyrie. Dal 2015 l'azienda produce anche il pacco batterie e altri sistemi per la Koenigsegg Regera, l'auto di produzione più potente del mondo. Nel 2018 l'azienda è entrata in una partnership tecnica con Automobili Pininfarina, la cui prima vettura presentata nel 2019 al Salone dell'automobile di Ginevra, la Pininfarina Battista, è basata sulla stessa architettura della C Two e monta lo stesso gruppo propulsore Rimac.